# Port lotniczy Almaza AFB
Port lotniczy Almaza AFB – lotnisko Egiptu, znajduje się w pobliżu miejscowości Almaza nieopodal Kairu. Otwarty w 1932 roku.